# Chinedu Ogbuke
Chinedu Obasi Ogbuke (1. lipnja 1986.) je nigerijski profesionalni nogometaš. Igra na poziciji napadača, a trenutačno je član švedskog AIK. Usto je bivši član nigerijske nogometne reprezentacije.
Ogbuke je svoju karijeru započeo u Norveškoj, kao i njegov sunarodnjak John Obi Mikel. Početkom lipnja 2005. povezivali su ga s engleskim Chelseom. Na Svjetskom U-20 prvenstvu u Nizozemskoj, impresionirao je cijelu javnost svojim dobrim igrama u polufinalu i finalu.
Dana 14. kolovoza 2006. povezivali su ga s još jednim engleski nogometnim premierligašem, Arsenalom. Pisalo se da je već potpisao i za ruski CSKA Moskva i engleski Liverpool. Povezivali su ga s raznim klubovima poput Wigana, Portsmoutha i Celtica.
Na kraju svega otišao je na dvotjednu probu u Portsmouth, gdje ga je vodio Harry Redknapp. On je bio zadovoljan njegovim igrama, ali bio je zabrinut njegovim radnim sposobnostima. Uz to Ogbuke nije mogao dobiti dozvolu za igranje u Velikoj Britaniji, zbog nedovoljnih nastupa za svoju reprezentaciju.
Dana 27. kolovoza 2007. potpisuje ugovor s njemačkim Hoffenheimom, ali ne zna se točan iznos transfera.

## Vanjske poveznice
- Statistika na Fussballdaten.de (njem.)